# Червоноярівський заказник
Червоноярівський — один з об'єктів природно-заповідного фонду Луганської області, ентомологічний заказник місцевого значення.

## Розташування
Ентомологічний заказник розташований в околицях села Привітне на території Веселогірської сільської ради Слов'яносербського району Луганської області. Координати: 48° 39' 30" північної широти, 39° 22' 37" східної довготи .

## Історія
Ентомологічний заказник місцевого значення «Червоноярівський» оголошений рішенням виконкому Ворошиловградської обласної ради народних депутатів № 532 від 9 грудня 1982 року (в. ч.), № 247 від 28 червня 1984 року.

## Загальна характеристика
Ентомологічний заказник «Червоноярівський» загальною площею 4,0 га займає територію балки Червоний Яр. 

## Рослинний світ
По схилах балки зростає степова рослинність з багатим степовим різнотрав'ям.

## Ентомофауна
Багате степове різнотрав'я є сприятливим середовищем для існування природних популяцій бджіл і джмелів, які є запилювачами сільськогосподарських культур.